# Municipio de Workman
El municipio de Workman (en inglés: Workman Township) es un municipio ubicado en el condado de Aitkin en el estado estadounidense de Minnesota. En el año 2010 tenía una población de 207 habitantes y una densidad poblacional de 2,24 personas por km².

## Geografía
El municipio de Workman se encuentra ubicado en las coordenadas 46°43′54″N 93°22′6″O / 46.73167, -93.36833. Según la Oficina del Censo de los Estados Unidos, el municipio tiene una superficie total de 92.33 km², de la cual 85,24 km² corresponden a tierra firme y (7,68 %) 7,09 km² es agua.

## Demografía
Según el censo de 2010, había 207 personas residiendo en el municipio de Workman. La densidad de población era de 2,24 hab./km². De los 207 habitantes, el municipio de Workman estaba compuesto por el 96,14 % blancos, el 2,9 % eran amerindios y el 0,97 % eran de una mezcla de razas. Del total de la población el 0,48 % eran hispanos o latinos de cualquier raza.